# Athrotaxis laxifolia
Athrotaxis laxifolia là một loài thực vật hạt trần trong họ Cupressaceae. Loài này được Hook. mô tả khoa học đầu tiên năm 1843.